# TT141
TT141 (Theban Tomb 141) è la sigla che identifica una delle Tombe dei Nobili ubicate nell’area della cosiddetta Necropoli Tebana, sulla sponda occidentale del Nilo dinanzi alla città di Luxor, in Egitto. Destinata a sepolture di nobili e funzionari connessi alle case regnanti, specie del Nuovo Regno, l'area venne sfruttata, come necropoli, fin dall'Antico Regno e, successivamente, sino al periodo Saitico (con la XXVI dinastia) e Tolemaico.

## Titolare
TT141 era la tomba di:
| Titolare   | Titolo            | Necropoli       | Dinastia/Periodo | Note                                                                         |
| ---------- | ----------------- | --------------- | ---------------- | ---------------------------------------------------------------------------- |
| Bakenkhons | Prete wab di Amon | Dra Abu el-Naga | XIX-XX dinastia  | circa 100 m a nord-ovest del deposito; dietro la casa di Sheikh Amr Khalifah |

## Biografia
Uniche notizie biografiche ricavabili dai dipinti parietali sono il nome della moglie Takhat e di un figlio, Heremmaet.

## La tomba
Planimetricamente la tomba è costituita da un corridoio e da una camera di forma irregolare da cui, sul lato ovest, si accede alla TT140. Sulle pareti (1 in planimetria) rilievo danneggiato del defunto; poco oltre (2) il defunto con tavola delle offerte e un suonatore di liuto dinanzi al defunto e alla moglie seduti. Su un architrave (3) il nome del defunto e (4-5) dipinti, non ultimati, del banchetto funebre e due file di offerenti al defunto e alla moglie; segue (6) su tre registri sovrapposti la processione funeraria con barche e il defunto e la moglie dinanzi ad Amenhotep I e alla regina Ahmose Nefertari, il sarcofago trainato da buoi e il figlio, Heremmaet, a sua volta Prete wab in offertorio alla dea Hathor. Una parete curva (7) presenta solo frammenti di dipinto del defunto in offertorio.

### Annotazioni
1. ↑  La numerazione dei locali e delle pareti segue quella di Porter e Moss 1927, p. 248.
2. ↑  La prima numerazione delle tombe, dalla numero 1 alla 253, risale al 1913 con l’edizione del "Topographical Catalogue of the Private Tombs of Thebes" di Alan Gardiner e Arthur Weigall. Le tombe erano numerate in ordine di scoperta e non geografico; ugualmente in ordine cronologico di scoperta sono le tombe dalla 253 in poi.
3. ↑  I campi della Duat, ovvero l'aldilà egizio, si trovavano, secondo le credenze, proprio sulla riva occidentale del grande fiume.
4. ↑  Nella sua epoca di utilizzo, l'area era nota come "Quella di fronte al suo Signore" (con riferimento alla riva orientale, dove si trovavano le strutture dei Palazzi di residenza dei re e i templi dei principali dei) o, più semplicemente, "Occidente di Tebe".
5. ↑  le Tombe dei Nobili, benché raggruppate in un'unica area, sono di fatto distribuite su più necropoli distinte.
6. ↑  Le note, sovente di inquadramento topografico della tomba, sono tratte dal "Topographical Catalogue" di Gardiner e Weigall, ed. 1913 e fanno perciò riferimento alla situazione dell'epoca.
7. ↑  I preti "wab", ma anche "uab", o "uebu", appartenevano al basso clero ed erano incaricati della manutenzione degli strumenti del culto e degli oggetti comunque ad esso connessi. A loro competeva il lavacro e l'abbigliamento giornaliero della statua del dio presso cui operavano e a loro competeva il trasporto della statua del dio (generalmente su una barca sacra) durante le cerimonie. Erano gerarchicamente sottoposti ad un "grande prete wab" cui competevano le operazioni giornaliere di culto della divinità.

### Fonti
1. ↑  Gardiner e Weigall 1913.
2. ↑  Donadoni 1999,  p. 115.
3. ↑  Gardiner e Weigall 1913, p. 28.
4. 1 2  Porter e Moss 1927,  p. 254.
5. ↑  Gardiner e Weigall 1913, pp. 28-29.
6. ↑  Porter e Moss 1927,  pp. 254-255.